# Кріс Стейнфелд
Кріс Стейнфелд (англ. Chris Steinfeld, 14 грудня 1959) — американський яхтсмен.
Срібний призер Олімпійських Ігор 1984 року в класі 470.